# Luciano Caveri
Luciano Emilio Caveri (Aosta, 25 dicembre 1958) è un giornalista e politico italiano.

## Biografia
Dopo il liceo classico, si laurea in scienze politiche. Nel 1980 lavora come giornalista alla RAI, dove ha condotto il telegiornale regionale valdostano, e diviene presidente della associazione giornalisti della Valle d'Aosta. Dal 1982 è giornalista professionista. 
Dal 1987 diviene deputato dell'Union Valdôtaine, eletto nel collegio uninominale della Valle d'Aosta, e verrà rieletto nelle successive tre legislature.
Nel corso della sua attività nel Parlamento, è stato segretario di Presidenza della Camera dei deputati, Presidente e Segretario del Gruppo misto. Ha fatto parte della Commissione Affari Costituzionali, Trasporti e Telecomunicazioni, della Commissione agricoltura e della Commissione Finanze e Bilancio. È stato inoltre membro della Commissione Bicamerale per le Riforme istituzionali, della Commissione di Vigilanza Rai, della Commissione Bicamerale per le Questioni regionali e della Bicamerale per la Riforma amministrativa. Quindi, con il secondo Governo D’Alema è stato nominato Sottosegretario di Stato alla Presidenza del Consiglio dei ministri.
Dal 2000 al 2003 è europarlamentare, eletto con I Democratici di Prodi e l'Union Valdôtaine: a Strasburgo aderisce al gruppo dell'ELDR. Qui presiede la Commissione Affari regionali, Trasporti e Turismo (2002-2003), ed è stato membro della Commissione per gli Affari esteri, i Diritti dell'uomo, la Sicurezza comune e la Politica di Difesa e della Delegazione alla Commissione parlamentare mista UE-Slovenia.
Nel 2003 viene eletto Consigliere della Regione Valle d'Aosta, dove si insedia una giunta formata da Union Valdôtaine e Gauche Valdôtaine, la sinistra valdostana, diramazione dei Democratici di Sinistra. Ricopre il ruolo di Assessore al Turismo, Sport, Commercio, Trasporti e Affari europei fino al luglio 2005 e da questa data viene nominato Presidente della Regione fino al 1º luglio 2008, giorno di insediamento della nuova giunta regionale presieduta da Augusto Rollandin. Caveri ricoprirà il ruolo di consigliere regionale "semplice" dal 2008 al 2013, rieletto con 2.872 voti. 
Il suo mandato alla presidenza della Regione ha fatto registrare alcune singolarità. È infatti, nella storia delle legislature regionali valdostane dal 1949 ad oggi l'unico presidente della Regione in carica nella storia valdostana che ha registrato un così significativo calo di consenso durante il suo mandato (da 7313 preferenze nella XII legislatura a 2872 preferenze nella XIII legislatura) ed è l'unico politico valdostano ad essere passato, pur in presenza di una continuità della compagine politica di governo, dalla massima carica regionale di presidente della giunta a quella di semplice consigliere regionale nella legislatura successiva.
Dopo essere stati tra i fondatori dell'Unione Valdôtaine Progressiste, nel 2017 crea il movimento MOUV' che, alle elezioni regionali del 2018, elegge tre consiglieri. 
Nel 2020 si ricandida alle elezioni regionali con il movimento politico "Vda Unie". Tale candidatura ha sollevato polemiche da parte di altri partiti tra cui la Lega Nord, per il ruolo di direttore dei programmi Rai della Valle d'Aosta ricoperto da Caveri al momento dell'annuncio della candidatura. Viene eletto con 561 preferenze.
Dal 21 ottobre 2020 ricopre il ruolo di Assessore all’Istruzione, Università, Politiche giovanili, Affari europei e Società partecipate della nuova Giunta regionale guidata dall'unionista Erik Lavévaz.
Il 18 giugno 2024 annuncia il ritorno nell'Union Valdôtaine.

## Riconoscimenti
- È stato insignito dell'Ordine d'onore della libertà della Repubblica Slovena (2004).
- Riceve dalla Francia l'onorificenza di Chevalier de la Légion d’Honneur (2004).